# Gemeinde Comprachtschütz
Die Gemeinde Comprachtschütz, polnisch Gmina Komprachcice ist eine Landgemeinde im Powiat Opolski der Woiwodschaft Opole in Polen. Ihr Sitz ist der Ort Comprachtschütz (Komprachcice) mit etwa 2700 Einwohnern.
Die Gemeinde ist seit 2009 offiziell zweisprachig (polnisch und deutsch).

## Geographie
Die Gemeinde grenzt im Nordosten an Opole (Oppeln). Zu den Gewässern gehört der Bach Chróścinka.

## Geschichte

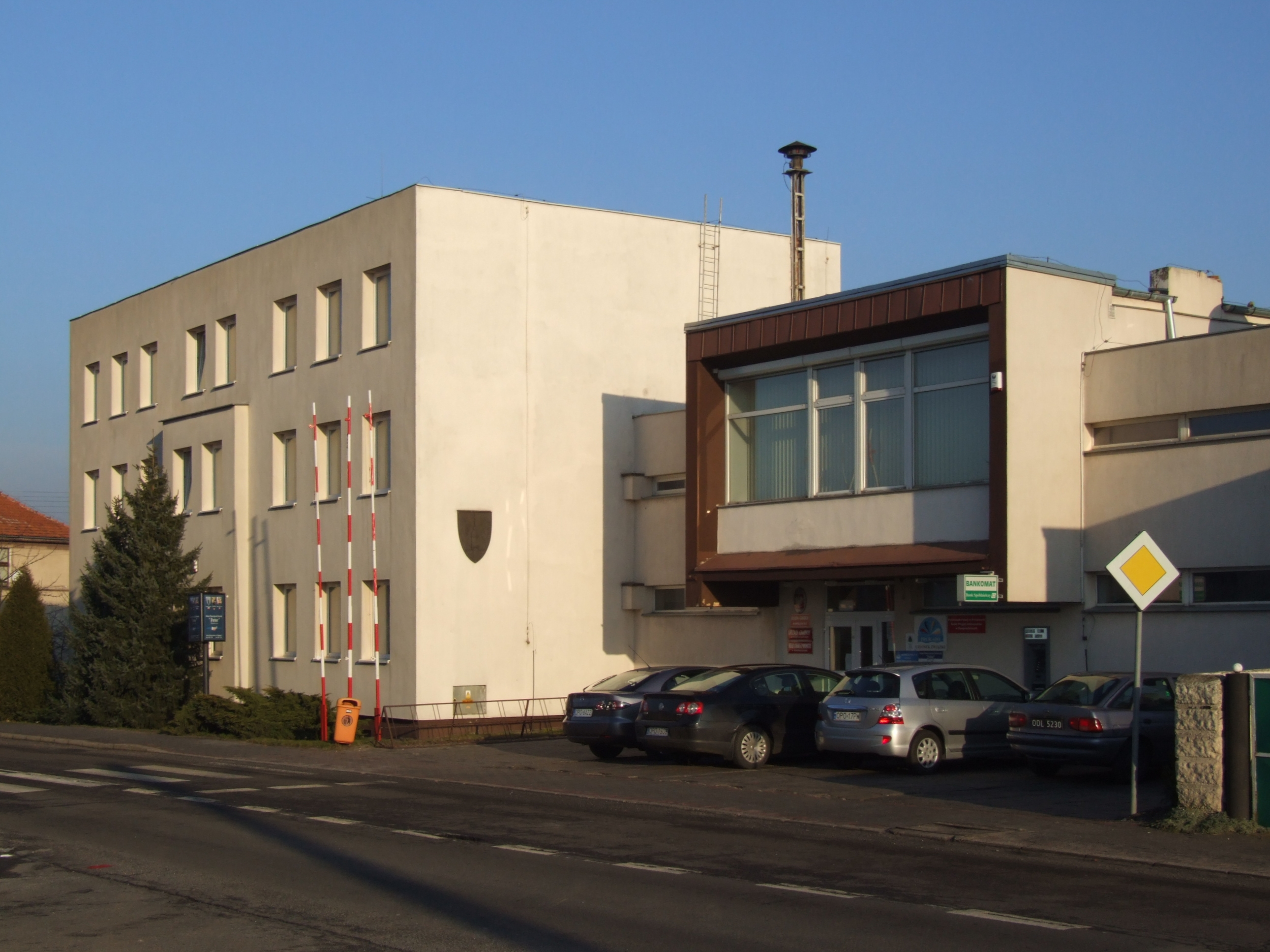
Verwaltung der Gemeinde

Nach der Volksabstimmung in Oberschlesien im März 1921 verblieb der gesamte Kreis Oppeln mit dem Dorf bei Deutschland. 1945 wurde Comprachtschütz, das 1936 in Gumpertsdorf umbenannt worden war, als Komprachcice Teil Polens.
Nach der Statistik der Volkszählung von 2002 sind 56,0 % der Gemeindebevölkerung Polen, 31,3 % gehören der Deutschen Minderheit an, weitere 7,5 % bezeichneten sich als Schlesier und 5,2 % machten keine Angaben zu ihrer Nationalität. Am 4. Juni 2009 wurde in der Gemeinde Deutsch als zweite Amtssprache eingeführt, am 1. Dezember 2009 wurden zweisprachige Ortsbezeichnungen eingeführt.

## Politik

### Gemeindevorsteher
An der Spitze der Gemeindeverwaltung steht der Gemeindevorsteher. Dieser ist Leonard Pietruszka. Bei der turnusmäßigen Wahl im Oktober 2018 wurde er ohne Gegenkandidat mit 93,4 % der Stimmen wiedergewählt. Dies gelang ihm auch bei der turnusmäßigen Wahl 2024, als er erneut keinen Gegenkandidaten hatte und 88,0 % der Stimmen erhielt.

### Gemeinderat
Der Gemeinderat besteht aus 15 Mitgliedern und wird direkt gewählt. Die Gemeinderatswahl 2024 führte zu folgendem Ergebnis:
- Wahlkomitee Leonard Pietruska 37,9 % der Stimmen, 8 Sitze
- Schlesische Kommunalverwaltung (Deutsche Minderheit) 32,7 % der Stimmen, 7 Sitze
- Wahlkomitee „Bürger der Gemeinde Comprachtschütz“ 24,9 % der Stimmen, kein Sitz
- Koalicja Obywatelska (KO) 4,5 % der Stimmen, kein Sitz

Die Gemeinderatswahl 2018 führte zu folgendem Ergebnis:
- Wahlkomitee Leonard Pietruska 8 Sitze
- Wahlkomitee Deutsche Minderheit 7 Sitze

In 14 der 15 Einpersonenwahlkreise wurden die Gemeinderatsmitglieder ohne Gegenkandidaten gewählt. Lediglich im Wahlkreis 6 kandidierte ein zweiter Kandidat gegen den Kandidaten der Deutschen Minderheit, konnte sich aber nicht durchsetzen.

### Gemeindepartnerschaften
1997 wurde ein Partnerschaftsvertrag zwischen Comprachtschütz und der deutschen Gemeinde Hasbergen geschlossen.

## Gliederung
Zur Landgemeinde Comprachtschütz gehören sieben Orte mit Schulzenämtern:
- Bowallno (Wawelno)
- Comprachtschütz (Komprachcice)
- Dometzko (Domecko) mit Simsdorf (Pucnik)
- Dziekanstwo (Dziekaństwo)
- Ochotz (Ochodze)
- Polnisch Neudorf (Polska Nowa Wieś)
- Rothhaus (Osiny)

Die Orte Chmiellowitz (Chmielowice) und Zirkowitz (Żerkowice) wurden zum 1. Januar 2017 in die Stadt Oppeln eingemeindet und schieden aus der Gemeinde Comprachtschütz aus.

## Verkehr
Durch den Ort verläuft in Süd-West-Richtung die Landstraße Droga wojewódzka 429. Im Süden verläuft die Bahnstrecke Opole–Nysa.